# Haddaway
Nestor Alexander Haddaway, conhecido apenas como Haddaway (Porto de Espanha, 9 de janeiro de 1965), é um cantor e compositor de nacionalidade alemã e estadunidense nascido em Trindade e Tobago. Ele se concentra principalmente nos géneros musicais eurodance, house e pop, sendo considerado um dos grandes nomes da música da Alemanha dos anos 90.  Fez sucesso no período 1993-1996, com destaque para "What Is Love" (1993) - o êxito pelo qual é mais conhecido - e "I Miss You" (1993), canções que fizeram sucesso no Brasil e que estão incluídas nas trilhas sonoras internacionais de Sonho Meu e do remake d'A Viagem, respectivamente.

## Vida pessoal
Haddaway é filho de uma oceanógrafa neerlandesa de Eindhoven e um enfermeiro trinitário, cresceu na Alemanha e nos Estados Unidos. Atualmente, mora em Kitzbühel, na Áustria, e também possui residência em Colônia, Alemanha.

## Discografia

### Álbuns
- 1993 Haddaway (Alemanha: nº 5; Reino Unido: nº 9; EUA)
- 1995 The Drive (Alemanha: nº 32)
- 1998 Let's Do It Now
- 1999 All The Best His Greatest Hits
- 2001 My Face
- 2002 The Greatest Hits
- 2002 Love Makes
- 2004 What Is Love - The Greatest Hits
- 2005 Pop Splits
- 2008 Crucified

### Singles
- 1993 "What Is Love"
- 1993 "Life"
- 1993 "I Miss You"
- 1994 "Rock My Heart"
- 1995 "Fly Away"
- 1995 "Catch a Fire"
- 1995 "Lover Be Thy Name"
- 1997 "What About Me"
- 1998 "Who Do You Love"
- 1998 "You're Taking My Heart"
- 2001 "Deep"
- 2002 "Love Makes"
- 2003 "What Is Love Reloaded"
- 2005 "Spaceman"
- 2005 "Missionary Man"
- 2007 "Follow Me"
- 2008 "Something Good Is On Its Way"
- 2010 "You Gave Me Love"